# Ducato di Rach'a
Il Ducato di Rach'a (in georgiano რაჭის საერისთავო?, rach'is saeristavo) era un importante feudo situato nella Georgia medievale e moderna, nella provincia occidentale di Rach'a, lungo la valle dell'alto corso del fiume Rioni ai piedi della catena montuosa del Caucaso Maggiore. Fu governato dagli eristavi ("duchi") dal 1050 ca. fino a che non fu trasferito direttamente alla corona reale nel 1789.

## Storia
Il ducato di Rach'a venne fondato nel 1050 ca., quando un ramo della famiglia dei Liparitidi, successivamente noto come Kakhaberidze, ne venne infeudato dal re Bagrat IV di Georgia. I loro possessi furono inoltre estesi sotto la regina Tamar di Georgia (r. 1184-1213). La famiglia Kakhaberidze venne spossessata del ducato nel 1278 per essersi ribellata contro Davide VI, ma sembra abbia mantenuto il feudo nel XV secolo. In questo periodo pare che il ducato di Rach'a fosse stato restaurato, sotto la famiglia Charelidze, il cui breve possesso venne ceduto alla Chkheidze, 1488 ca., quando il principe Ivane Chkheidze (r. 1488-1497) fu investito del feudo di Rach'a da Alessandro II, Re di Imereti.
Con il tempo, questi nuovi padroni di Rach'a – da allora in poi noti come Eristavi di Rach'a – estesero in modo significativo i loro possessi, confiscando le proprietà di altre famiglie nobili comprese quelle appartenenti alla corona. Furono invischiati in guerre feudali incessanti che devastavano la Georgia di quel tempo, frequentemente mutando bandiera con il solo scopo di ottenere autonomia dai re di Imereti. Il potente duca di Rostom (r. 1750-1769) fu capace di mantenere Rach'a virtualmente indipendente, finendo poi per essere sconfitto e rimosso dalla sua carica dal re Solomone I di Imereti, che trasformò Rach'a in un dominio reale. Il suo successore Davide II ristabilì il ducato cedendolo al nipote di Rostom e al nipote di sua sorella Anton nel 1784. I clan nobili rivali, specialmente Tsulukidze e Tsereteli, tentarono di contrastare questa investitura, chiedendo aiuto agli ottomani e ai mercenari del Dagestan, ma finirono soltanto per essere sconfitti dall'esercito reale nel 1786. Questa restaurazione si dimostrò essere di breve durata e il successivo re imerezio Solomone II infine riuscì ad annettere il ducato nel 1789.

## Duchi conosciuti

### Kakhaberidze
- Kakhaber I (morì nel 1088)
- Niania (1088-1120)
- Kakhaber II (1175-1210)
- Kakhaber III (1245-1278)

### Chkheidze
- Ivane (1488-1497)
- Kakhaber IV (1497-1510)
- Shoshita I (1534-1570)
- Papuna I (1651-1661)
- Shoshita II (1661-1684)
- Papuna II (1684-1696)
- Shoshita III (1696-1732)
- Grigol (1732-1743)
- Vakhtang (1743-1750)
- Rostom (1750 - 1769)
- Anton (1784, 1787-89)
- Giorgi (1784-1787)